# درون‌نگری
درون‌نگری (به انگلیسی: Introspection) عبارت است از بررسی اندیشه‌ها و احساسات یک فرد توسط خودش. درون‌نگری این است که خودِ فرد به مشاهده و ثبت ادراکها، افکار، و احساسات شخصی خود اقدام می‌کند (توجه داشته باشید که مشاهده، تنها به «نگاه کردن و دیدن» محدود نمی‌شود). نمونه‌های درون نگری زمانی است که فرد، مثلاً بگوید که یک شیء خاص به نظرش چقدر سنگین است، یا یک نور، به نظرش چقدر درخشندگی دارد. درون نگری از فلسفه اقتباس شده بود و به عنوان روشی برای بررسی هشیاری در ساخت گرایی و کنش گرایی مورد استفاده قرار گرفت. ویلهلم وونت به آن بُعد جدید اضافه کرد. درون نگری محض نمی‌توانست کافی باشد. برای تکمیل آن می‌بایست آزمایش و تجربه را نیز اضافه می‌کردند. وونت، در آزمایش‌هایش، بعضی ابعاد فیزیکی محرک (مثلا، شدت) را به‌طور سازمان یافته تغییر می‌داد و از روش درون نگری استفاده می‌کرد تا مشخص شود که تغییرات فیزیکی، در تجربه خودآگاه فرد، چه تغییراتی به وجود می‌آورند (تجربه خودآگاه، یعنی تجربه ای که فرد درحال انجام دادن آن است وخودش می‌داند که آن را انجام می‌دهد). به عبارت دیگر درون‌نگری یعنی تلاش برای توصیف فرایندها و تجربیات روانی فرد، توسطِ خودِ فرد؛ مثلاً پس از اعمال یک محرک معین از فرد پرسیده می‌شود، هنگام تحریک چه احساسی را تجربه می‌کند؟ پاسخی که فرد به این پرسش می‌دهد اصطلاحاً با درون‌نگری بدست آمده‌است.
برای آنکه متوجه شوید درون نگری چقدر دشوار است، به صدای تیک تاک ساعت
گوش دهید و تجربه خودآگاهتان دربارهٔ آن را توصیف کنید. اینکه بگویید:(حوصله ام سر رفته‌است)، کافی نیست. یکی از چیزهایی که می‌توانید بگویید این است که صدای تیک تاک ساعت ریتم خاصی دارد، و هردو یا سه تیک تاک، در یک گروه قرار می‌گیرند. همچنین می‌توانید بگویید که در طول هر سری تیک تاک، احساس خوشایند یا ناخوشایندی دارید که اضافه یا کم می‌شود. همان‌طور که می‌بینید، ارائه گزارش دقیق دربارهٔ آنچه در درون خود احساس می‌کنیم، می‌تواند کار بسیار دشواری باشد.

## مشکلات درون نگری
تکیه بر درون نگری، مخصوصاً برای رویدادهای ذهنی بسیار سریع، غیر عملی بود. حتی بعد از آنکه به مردم، برای درون نگری، آموزش می‌دادند، معلوم می‌شد که حتی دربارهٔ یک تجربهِ حسیِ سادهِ یکسان، درون نگریهای مختلفی انجام می‌دهند. درنتیجه درحال حاضر درون نگری اهمیت چندانی ندارد.

## واکنش‌ها نسبت به درون نگری
جان بی واتسن معتقد بود که هشیاری را تنها با درون نگری می‌توان مورد مطالعه قرار داد ولی درون نگری ابزاری ناکارآمد است. چون نمی‌توان هشیاری را با دقت و به شیوه صحیح مورد مطالعه قرار داد، بهتر است که اصلاً آن را مطالعه نکرد. روان‌شناسی برای علمی شدن باید موضوعی را مورد تحقیق قرار دهد که بتوان آن را به خوبی اندازه‌گیری کرد، بهترین موضوعی که می‌توان با اطمینان آن را اندازه‌گیری کرد، رفتار است.
چون روانشناسان، به طرز فزاینده‌ای ار درون نگری سرخورده می‌شدند، رفتار گرایی به سرعت پرطرفدار شد و بسیاری از روانشناسان جوان آمریکایی خودشان را رفتارگرا نامیدند.